# Eugen Blasius
Eugen Heinrich August Blasius (* 13. September 1861 in Philadelphia; † 1937) war ein deutscher Experimentalphysiker, Kristallograph und Hochschullehrer.

## Leben

### Herkunft und Ausbildung
Er kam in Philadelphia, an der Ostküste der Vereinigten Staaten, als Sohn von Heinrich Wilhelm Blasius und Cäcilie Uhde zur Welt. Sein Vater arbeitete damals nahe Boston als Meteorologe. Mütterlicherseits war Eugen Blasius ein Enkel des Physikers, Mathematikers, Astronomen und Meteorologen August Uhde.
Zwischen 1876 und 1880 besuchte die Realschule I. Ordnung in Wiesbaden, das damals Hauptstadt des gleichnamigen preußischen Regierungsbezirks war. Nach bestandener Maturitätsprüfung immatrikulierte er sich an der Kaiser-Wilhelm-Universität in Straßburg und studierte dort bis 1884 im Hauptfach Physik bei Wilhelm Kohlrausch, Ferdinand Braun und August Kundt. Darüber hinaus hörte er Vorlesungen zu Mathematik (bei Theodor Reye, Elwin Bruno Christoffel und Eugen Netto), Mineralogie (bei Paul Heinrich von Groth) und zu Chemie (bei Rudolph Fittig und Friedrich Rose). Im Jahr 1885 wurde er an der mathematisch-naturwissenschaftlichen Fakultät mit der Dissertation Zersetzungsfiguren an Krystallen promoviert.

### Berufliche Karriere
Noch vor seiner Promotion wurde Blasius 1884 in Straßburg Assistent des Physikprofessors August Kundt. Nachdem dieser einen Ruf an die Berliner Friedrich-Wilhelms-Universität angenommen hatte, folgte ihm Blasius 1890 und wurde auch dort sein Assistent. Er habilitierte sich am 14. Dezember 1891 und stieg dadurch vom Rang eines zweiten Assistenten zum ersten Assistenten und gleichsam Privatdozenten auf. In diesem neuen Amt zeichnete er unter anderem verantwortlich für die Leitung praktischer Übungen für die Medizinstudenten sowie die Studienanfänger.
Nach Kundts Tod im Mai 1894 wurde Blasius ad interim dessen Nachfolger und am 1. Februar 1895 – einige Quellen bezeichnen ihn auch zu diesem Zeitpunkt noch als „zweiten Assistenten“ – ernannte man ihn schließlich zum außerordentlichen Professor für Experimentalphysik. Diese Stelle bekleidete er bis zu seiner Emeritierung im Jahr 1926. Sein wissenschaftliches Hauptinteresse galt der Kristallographie und hierbei insbesondere geometrischen sowie physikalisch-chemischen Fragestellungen.

## Publikationen (Auswahl)
Monographien
- Zersetzungsfiguren an Krystallen. Dissertation, Verlag von Wilhelm Engelmann, Leipzig, 1885, 21 Seiten.
- Physikalische Uebungen für Mediciner. S. Hirzel Verlag, Leipzig, 1895, 238 Seiten.

Fachaufsätze
- Die Ausdehnung der Krystalle durch die Wärme. In: Annalen der Physik und Chemie. Band 258 (= Neue Folge, Band 22), Heft 8, 1884, Seiten 528–549.
- Zersetzungsfiguren an Krystallen. In: Zeitschrift für Krystallographie und Mineralogie. Band 10, 1885, Seiten 221–239.
- Notiz über japanische magische Spiegel. In: Annalen der Physik und Chemie. Band 263 (= Neue Folge, Band 27), Heft 1, 1886, Seiten 142–143.
- Ueber den Einfluss der Oberflächenbegrenzung der Flüssigkeit und der Schwere des Dampfes auf die Verdampfung. In: Annalen der Physik und Chemie. Band 276 (= Neue Folge, Band 40), Heft 8, 1890, Seiten 691–696.
- Beitrag zur geometrischen Krystallographie. In: Annalen der Physik und Chemie. Band 277 (= Neue Folge, Band 41), Heft 11, 1890, Seiten 538–564.
- Ueber die Beziehungen zwischen den Theorien der Krystallstructur und über die systematische Eintheilung der Krystalle. In: Sitzungsberichte der mathematisch-physikalischen Classe der k. b. Akademie der Wissenschaften zu München. Band 19 (Jahrgang 1889), 1890, Seiten 47–77.
- Die Geometrie der Lage in ihrer Anwendung auf die Krystallographie. In: Annalen der Physik und Chemie. Band 281 (= Neue Folge, Band 45), Heft 1, 1892, Seiten 108–158.
- Ueber die Interferenzerscheinungen in zwei planparallelen Platten. In: Annalen der Physik und Chemie. Band 281 (= Neue Folge, Band 45), Heft 2, 1892, Seiten 316–352.
- Ueber Interferenzerscheinungen in Newton'schen Farbengläsern und anderen Linsencombinationen. In: Annalen der Physik und Chemie. Band 281 (= Neue Folge, Band 45), Heft 3, 1892, Seiten 385–425.
- mit Fritz Schweizer: Ueber Elektropismus und verwandte Erscheinungen. In: Archiv für die gesamte Physiologie des Menschen und der Thiere. Band 53, 1892, Seiten 493–549

Übersetzungen
- Paul Heinrich von Groth; Cäcilie Blasius; Eugen Blasius (Hrsg.): Auguste Bravais: Abhandlungen über symmetrische Polyeder (französischsprachiges Original von 1849). In der Reihe: „Ostwald’s Klassiker der exakten Wissenschaften“, Band 17. Verlag von Wilhelm Engelmann, Leipzig, 1890, 50 Seiten.